# Echinotropis karasensis
Echinotropis karasensis är en insektsart som först beskrevs av Sjöstedt 1932.  Echinotropis karasensis ingår i släktet Echinotropis och familjen Pamphagidae. Inga underarter finns listade i Catalogue of Life.